# Sociedad Nacional de Radio y Televisión
La Sociedad Nacional de Radio y Televisión (SNRTV) es una organización gremial que agrupa a los principales canales de televisión y emisoras de radio del Perú.

## Historia
La Sociedad Nacional Radio y Televisión se constituyó el 12 de mayo del año 2004 con el objeto de representar a sus asociados en cuanto a ser el ente gremial que los agrupa en el desarrollo que éstos realizan del servicio de radiodifusión comercial y la producción televisiva y radial.
La Asociación también se constituyó para propiciar el desarrollo y actuar en permanente defensa y protección de "la libertad de prensa".
Está asociada a la Confederación Nacional de Instituciones Empresariales Privadas (CONFIEP), la cual fue fundada como reemplazo de la entonces Unión Peruana de Radiodifusión.

## Asociados
Canales y emisoras de radio asociados:
| Logo | Canal/Emisora         | Propietario                         | Operador                                         | Programación/Género | Eslogan                                       |
| ---- | --------------------- | ----------------------------------- | ------------------------------------------------ | --- | --------------------------------------------- |
|      | ATV                   | Grupo ATV                           | Andina de Radiodifusión S.A.C.                   | Generalista. | Atrevámonos                                   |
|      | Global TV             | Grupo ATV                           | Empresa Radiodifusora 1160 S.A.C.                | Generalista. | Mucho que ver                                 |
|      | La Tele               | Grupo ATV                           | Alliance S.A.C.                                  | Entretenimiento: Series juveniles y policiales, dibujos animados, comedias y programas de telerrealidad.                           | Es parte de tu vida                           |
|      | ATV+                  | Grupo ATV                           | Andina de Radiodifusión S.A.C.                   | Noticias y miscelánea. | El canal de noticias más visto del Perú       |
|      | ATV Sur               | Grupo ATV                           | Televisión Nacional Peruana S.A.                 | Generalista. | La primera cadena regional en el sur del país |
|      | Latina TV             | Jockey Plaza S.A.                   | Compañía Latinoamericana de Radiodifusión S.A.C. | Generalista. | Suma a tu vida                                |
|      | América TV            | Grupo Plural TV                     | Compañía Peruana de Radiodifusión S.A.C.         | Generalista. | Juntémonos más                                |
|      | Canal N               | Grupo Plural TV                     | Compañía Peruana de Radiodifusión S.A.C.         | Noticias y miscelánea. | Minuto a minuto                               |
|      | Panamericana TV       | Panamericana Televisión Inversiones | Panamericana Televisión S.A.                     | Generalista. | Esto es Panamericana Televisión               |
|      | Radio RPP             | Grupo RPP                           | Grupo RPP S.A.C.                                 | Noticias, miscelánea, deportes y entretenimiento.                                                                                  | Confianza y credibilidad por todos los medios |
|      | Radio Studio 92       | Grupo RPP                           | Grupo RPP S.A.C.                                 | Música juvenil y milenial: Pop, hip hop, rock, electro, k-pop, indie, pop rock, reggae, latín pop y latin Urban.                   | Tu mundo a tu manera                          |
|      | Radio Felicidad       | Grupo RPP                           | Producciones Asturias S.A.C.                     | Oldies en español: Baladas clásicas en español, latín pop, nueva ola, boleros y música criolla.                                    | Me siento bien                                |
|      | Radio Oxígeno         | Grupo RPP                           | Grupo RPP S.A.C.                                 | Música contemporánea en inglés y español: Rock, pop, new wave, reggae, música disco y techno.                                      | Respiramos buena música                       |
|      | Radio La Zona         | Grupo RPP                           | Producciones Asturias S.A.C.                     | Música juvenil: Reggaetón, trap, latín urban, bachatas, salsa y pop.                                                               | ¡Te enciende!                                 |
|      | Radio Corazón         | Grupo RPP                           | Grupo RPP S.A.C.                                 | Música juvenil romántica en español e inglés: Baladas, latín pop, bachatas, latín urban, reggaetón, pop, electro, rock y pop rock. | Vive +                                        |
|      | Radio MegaMix         | Grupo RPP                           | Grupo RPP S.A.C.                                 | Música variada: Salsa, techno, reggaetón, rock clásico, pop clásico, cumbia, latín urban, trance, pop, etc.                        | ¡Tocamos de todo!                             |
|      | RPP TV                | Grupo RPP                           | Grupo RPP S.A.C.                                 | Noticias, entretenimiento, entrevistas y miscelánea                                                                                | Confianza y credibilidad por todos los medios |
|      | Radio Ritmo Romántica | CRP Radios                          | CRP Medios y Entretenimiento S.A.C.              | Música romántica en español: Baladas, bachatas, latín urban, reggaeton.                                                            | Tu radio de baladas                           |
|      | Radio La Inolvidable  | CRP Radios                          | CRP Medios y Entretenimiento S.A.C.              | Oldies en español: Baladas clásicas en español, latín pop, nueva ola, boleros y música criolla.                                    | Tu música del recuerdo                        |
|      | Radio Moda            | CRP Radios                          | CRP Medios y Entretenimiento S.A.C.              | Música juvenil: Reggaetón, trap, latín urban, bachatas y salsa.                                                                    | ¡Te mueve! Con la música que está de moda     |
|      | Radiomar              | CRP Radios                          | CRP Medios y Entretenimiento S.A.C.              | Salsa, reparto y timba. | Salsa de hoy, salsa de siempre                |
|      | Radio Nueva Q         | CRP Radios                          | CRP Medios y Entretenimiento S.A.C.              | Cumbia, cumbia sanjuanera, merengue, chicha.                                                                                       | ¡QQQumbia!                                    |
|      | Radio Planeta         | CRP Radios                          | Radio Uno S.A.C.                                 | Música juvenil y milenial: Pop, hip hop, rock, electro, k-pop, indie y reggae.                                                     | Tu música en inglés                           |
|      | Radio Mágica          | CRP Radios                          | Radio Uno S.A.C.                                 | Oldies en inglés: Rock clásico, pop clásico, rock & roll, música disco, nueva ola y reggae.                                        | Música del recuerdo en inglés                 |
|      | Radio Inca Sat        | CRP Radios                          | CRP Medios y Entretenimiento S.A.C.              | Cumbia, cumbia sanjuanera, chicha, folklore, huayno, saya y saxocumbia.                                                            | ¡Mi radio turbo poder!                        |
|      | Bethel Radio          | Asociación Cultural Bethel          | Lima Cien Stereo S.A.C.                          | Música cristiana, programas religiosos, noticias y miscelánea.                                                                     | Te acompaña                                   |